# UBALD1
UBALD1 (англ. UBA like domain containing 1) – білок, який кодується однойменним геном, розташованим у людей на 16-й хромосомі. Довжина поліпептидного ланцюга білка становить 177 амінокислот, а молекулярна маса — 18 954.
| 10         |  | 20         |  | 30         |  | 40         |  | 50         |
| ---------- |  | ---------- |  | ---------- |  | ---------- |  | ---------- |
| MSVNMDELKH |  | QVMINQFVLT |  | AGCAADQAKQ |  | LLQAAHWQFE |  | TALSAFFQET |
| NIPYSHHHHQ |  | MMCTPANTPA |  | TPPNFPDALT |  | MFSRLKASES |  | FHSGGSGSPM |
| AATATSPPPH |  | FPHAATSSSA |  | ASSWPTAASP |  | PGGPQHHQPQ |  | PPLWTPTPPS |
| PASDWPPLAP |  | QQATSEPRAH |  | PAMEAER    |  |            |  |            |

A: Аланін

C: Цистеїн

D: Аспарагінова кислота

E: Глутамінова кислота

F: Фенілаланін

G: Гліцин

H: Гістидин

I: Ізолейцин

K: Лізин

L: Лейцин

M: Метіонін

N: Аспарагін

P: Пролін

Q: Глутамін

R: Аргінін

S: Серин

T: Треонін

V: Валін

W: Триптофан

Задіяний у такому біологічному процесі, як альтернативний сплайсинг. 